# Patronymica Romanica
El projecte Patronymica Romanica (acrònim PatRom) té com a objectiu elaborar un diccionari representatiu de cognoms dels dominis lingüístics romànics, explicats des d'un punt de vista històric i lingüístic. Es tracta d'un diccionari històric i comparatiu de l'antroponímia, de base lèxica, de les diferents llengües romàniques.

## Història
L'any 1987 Dieter Kremer, lingüista i romanista, va iniciar el projecte Dictionnaire historique de l'anthroponymie romane (PatRom) conjuntament amb un grup d'especialistes de lingüística històrica, de cultura i d'història de cada un dels dominis lingüístics de la Romània, a partir de la idea que l'estudi dels noms de persona no es limita només a l'àmbit d'una disciplina, sinó que l'onomàstica és una ciència pluridisciplinària
Les perspectives inicials del projecte van ser estudiar els noms de persona, tenint present les seves diferents funcions en totes les llengües romàniques. La investigació girava entorn dos eixos: l'un, de temps o diacrònic que va des del llatí fins a les solucions romàniques actuals i, l'altre, d'espai o diatòpic que inclou les diferents llengües i dialectes romànics, amb una bona representació de llengües minoritàries o minoritzades.
L'any 2005 Dieter Kremer va rebre el premi Honoré Chavée de l'Institut de França per la direcció del projecte.

## Documentació
La base documental del diccionari és un corpus de materials antroponímics informatitzat de cada un dels dominis lingüístics que inclou des de la documentació en llatí i els primers testimonis romànics fins a l'actualitat, amb un esment especial a la documentació històrica d'època medieval.
Pel que fa a la documentació històrica és majoritàriament inèdita i correspon a tipologies documentals relacionades directament amb registres de població com ara llibres de repartiments, talles, fogatges, etc., sense deixar de banda el buidatge documental de cartularis i diplomataris, sobretot de l'alta edat mitjana. Respecte als cognoms actuals s'utilitzen els censos de població o electorals i guies telefòniques. A més, es tenen en compte tots els repertoris antroponímics publicats tant pel que fa a la documentació històrica com als cognoms actuals, i també són de consulta obligada els repertoris de renoms moderns.

## Contingut i fases del treball
La nomenclatura dels antropònims que formen els articles del diccionari respon a antropònims que provenen de noms del lèxic comú, cosa que vol dir que no es tenen en compte antropònims que provenen de noms de lloc o de prenoms. Tampoc s'inclouen antropònims que venen de noms d'oficis per no interferir en altres projectes d'investigació. Els criteris per a seleccionar aquesta nomenclatura són: 
- que l'antropònim sigui productiu en dos o més dels grans dominis lingüístics romànics;
- que tingui rendiment onomàstic,
- que tingui una mínima representació als camps conceptuals tractats que són:

- - El cos humà
  - Les qualitats humanes.
  - Els colors
  - Els ètnics.
  - Les relacions de parentiu
  - Les relacions socials.
  - Les dates
  - Els aliments.
  - La indumentària
  - Els materials i instruments.
  - Les accions
  - Els conceptes abstractes.
  - Les flors
  - Els animals.

Les fases de treball es concreten en un procés que s'inicia quan una vegada escollits els lemes, s'envien als centres que tenen el corpus documental del seu domini lingüístic. Allà es fa la selecció dels materials, la seva anàlisi i s'elaboren les síntesis regionals o nacionals. Aquestes síntesis s'envien al redactor que s'encarrega de l'elaboració de l'article panròmanic. Una vegada enllestit l'article, el redactor panromànic el torna a enviar als centres perquè el revisin i comprovin que ha incorporat i interpretat correctament les dades del seu domini lingüístic. Després, l'article es discuteix amb els altres redactors en les reunions de l'equip de redacció i, finalment, l'article es lliura als membres del Comitè de Redacció.
La metodologia per elaborar els articles es basa en el Cahier des Normes rédactionnelles (CDN), el Répertoire de morphologie (RMorph) i els repertoris bibliogràfics. Al CDN s'especifica la macro i microestructura de l'article i les característiques generals i, a més, s'hi inclouen els mapes, ja que a l'article es fa una anàlisi geogràfica dels cognoms actuals, així com la relació d'abreviatures i una llista dels termes onomàstics emprats. L'estructura de l'article parteix del lema etimològic, i continua amb un comentari general introductori al qual s'esmenten les principals tendències romàniques lexicològiques i antroponímiques, i tot seguit els materials es classifiquen i analitzen en quatre grans grups, segons la seva tipologia formal: I. Simples, II. Derivats, III. Compostos, i IV. Delocotius o noms que provenen de locucions. Les llengües de redacció del diccionari són el portuguès, el castellà, el francès i l'italià, tot i que la llengua vehicular del projecte és el francès.

## Organització i administració del projecte
Un dels objectius del projecte és la col·laboració internacional, ja que el seu abast tant en el temps com en l'espai, així com el seu caràcter interdisciplinar ultrapassa les possibilitats d'un sol equip, per la qual cosa el projecte s'estructura a través de diferents centres d'investigació, distribuïts per tota la Romània, sota la direcció del centre coordinador a la Universitat de Trèveris a Alemanya, amb la col·laboració de reconeguts especialistes. El projecte està format per més de cent investigadors d'una desena de països, vinculats a universitats, centres d'investigació o institucions acadèmiques. Els centres PatRom tenen plena autonomia per organitzar-se, encara que el treball es fa segons les directrius del centre coordinador a Trèveris. Pel que fa al finançament, cada centre ha de cercar els seus propis recursos econòmics.
L'estructura jeràrquica del projecte és la següent: L'Assemblea General formada per totes les persones vinculades al projecte, un Bureau de direction format per Dieter Kremer, Jean Germain i Ana Cano, un comitè de redacció i completat de redactors panromànics i de col·laboradors externs.
Els centres PatRom són:
Del domini iberoromànic
- Lisboa (Centro de Linguística da Universidade de Lisboa). Responsable: Ivo Castro. Col·laboradors: Esperança Cardeira, Rita Marquilhas.
- Santiago de Compostela (Instituto da Lingua Galega). Responsable: Ramón Lorenzo. Col·laboradors: Ana Isabel Boullón, † Fernando Tato Plaza, Antón Santamarina.
- Oviedo (Universidad de Oviedo). Responsable: Ana Cano. Col·laboradors: Xosé Luis García Arias, Isabel Torrente, Xulio Viejo, Loreto Síaz, Susana Villa, Javier Barcia.
- Santander (Universidad de Cantabria). Responsable: José Luis Ramírez. Col·laboradors: Tomás Labrador, Maria Fátima Carrera de la Red, Rosa María Sainz de la Maza, José de Blas de Landa.
- Madrid (Universitat Complutense de Madrid). Responsable: Consuelo García Gallarín. Col·laboradors: Juan Carlos Galende, Carmen Díaz, Marta Rodríguez, Carmen Bravo.
- Sevilla (Universidad de Sevilla). Responsable: Manuel Ariza. Col·laboradors: Manuel Álvarez, María Josefa Mendoza, Yolanda Congosto
- Vitoria/Gasteiz (Universidad del País Basco) i Centre PatRom de Deusto (Universidad de Deusto). Responsables: Ricardo Cierbide i † Alfonso Irigoyen. Col·laboradors: E. Sainz.
- Zaragoza (Universidad de Zaragoza). Responsables: † Tomas Buesa i Vicente Lagüéns. Col·laboradors: José María Enguita, María Rosa Fort, Rosa María Castañer, María Luisa Arnal, Rubén Gutiérrez, Beatriz Moliné.
- Centre coordinador PatRom català de Barcelona (Institut d'Estudis Catalans). Responsables: Antoni M. Badia i Margarit,[6] Reina Bastardas, Emili Casanova, Joan Miralles. Col·laboradors: Josep Moran, Joaquim Rafel i Fontanals, Jordi Costa, Esperança Piquer, Imma Descalç, Agnés Talaya, Maria Concepció Planas, Rosa Planas, Neus Baltrons, Carolina Santamaria, Marta Torres, Maria Brossa, Jordi Bolòs.

Del domini gal·loromànic
- Centre PatRom de Nancy (ATILF/CRNS). Responsables: Eva Buchi, Carole Champy. Col·laboradors: Pierre-Henry Billy, Gérard Taverdet, Stéphane Gendron.
- Centre PatRom de Louvain-la-Neuve (Université Catholique de Louvain-la-Neuve). Responsable: Jean Germain. Col·laboradors: Catherine Hanton.

Del domini italoromànic
- Centre coordinador PatRom italià de Pisa (Università de Pisa). Responsable: Maria Giovanna Arcamone, amb col·laboració amb el Centre PatRom de Bari del qual és responsable Dr. Pantaleo Minervini. Col·laboradors: Enzo Caffarelli, Gianluca d'Acunti, Rocco Berardi, Maria francesc Giuliani, Laura Rota, Roberto Rosselli del Turco, Franco de Vivo, Mario De Prati, Dario Salti, Ettore Baldetti, Donatella Bremer.
- Centre PatRom d'Udine (Università d'Udine). Responsable: Giovanni Frau. Col·laboradors: Federico Vicario, Giuliano Gasca, Carla Marcato, Alda Rossebastiano.
- Centre PatRom de Sardegna. Col·laborador: Dr. Heinz Jürgen Wolf.

Romanès
- Centre Coordinador PatRom romanès de Bucureşti (Academiă Română). Responsable: Marius Sala i Domniţa Tomescu, amb col·laboració amb el centre PatRom de Moldàvia (l'Academiă des Sciences) del qual és responsable Maria Cosniceanu. Col·laboradors Rodica Sufleţel-Moroianu, Maria Dobre, Viorica Goicu, Cristiana Aranghelovici, Eugen Pavel, Ion Florea.
- El Centre coordinador de la Universität Trier. Responsable: Dieter Kremer. Col·laboradors: Norbert Weinhold, Claudia Maas-Chauveau, Holger Bagola, Günter Bensing, Christian Weyers, Martina Eltges.

## Finançament
Les institucions que subvencionen el projecte són:
- Deutsche Forschungsgemeinschaft (DFG)
- Instituto da Lingua Galega, Universidade de Santiago de Compostela[7]
- Instituto Nacional da Investigação Científica (INIC)
- Dirección General de Investigación Científica y Técnica (DIGICYT)
- Comisión Interministerial de Ciencia y Tecnología (CICYT)
- Academia de la Llingua Asturiana (ALLA)[8]
- Consejería de Educación, Cultura, Deportes y Juventud del Principado de Asturias.
- Vicerrectorado de Investigación de la Universidad de Oviedo.[9]
- Fundación para el Fomento en Asturias de la Investigación Científica y la Tecnología (FICYT)[10]
- Gobierno del País Vasco, Departamento de Educación y Cultura
- Comunitat de Madrid.
- Junta d'Andalusia
- Institut d'Estudis Catalans (IEC).[11]
- Comissió Interdepartamental de Recerca i Innovació Tecnològica (CIRIT). Generalitat de Catalunya
- Centre Nacional de la Recerca Científica (CNRS).
- Institut National de la Langue Française (InaLF)
- Fons de Développement Scientifique (FDS)
- Académie suisse des sciences humaines et sociales.[12]
- Consiglio Nazionale della Ricerche (CNR)
- Ministero dell'Istruzione, dell'Università e della Ricerca.
- Programma Vigoni Università di Udine.[13]
- Academia Română.[14]

## Col·loquis
Els col·loquis organitzats s'han realitzat a:
1. Trèveris (Alemanya), 1987.
2. Pisa (Itàlia), 1988.
3. Barcelona (Espanya), 1989.
4. Dijon (França), 1990.
5. Lisboa (Portugal), 1991.
6. Louvain-la-Neuve (Bèlgica), 1992.
7. Neuchâtel (Suïssa), 1993.
8. Bucarest (Romania), 1994.
9. Oviedo (Espanya), 1995.
10. Udine (Itàlia), 1996.
11. Sevilla (Espanya), 1997.
12. Bari (Pulla) (Itàlia), 1998.
13. Mallorca (Espanya), 2000.